# Rogaine
O rogaine, ou rogaining, é um esporte de navegação cross-country de longa distância, semelhante ao trekking. Uma prova de rogaine tem a duração normalmente de 24 horas, mas há diversas pequenas variantes. Trabalho em equipe, resistência, competição e uma apreciação do ambiente natural são características do esporte. O rogaining envolve ambos, planejamento e navegação entre os checkpoints (Pontos de Controle), usando uma variedade de escalas de mapas. Os rogaines são em geral eventos diurnos e noturnos nos quais equipes de 2 até 5 membros fazem os percursos somente a pé, navegando com mapa e bússola. As equipes selecionam sua própria ordem de visitação de checkpoints no terreno que varia de campos abertos a florestas em montanhas.
Um acampamento central serve de base e fornece alimentação quente e as equipes podem voltar a qualquer hora para comer, descansar ou desfrutar da companhia de outros participantes. As equipes andam cada uma no seu próprio passo, e qualquer um pode experimentar a satisfação pessoal que vem da navegação cross-country em níveis individuais de competição e conforto.

## História
O conceito de rogaine como esporte surgiu na Austrália em 1972 com o primeiro evento oficial com duração de 24 horas. Trinta anos antes disso estutantes universitários já tinham organizados eventos similares, mas não dispunha de nomenclatura apropriada.
Quatro anos mais tarde, em 1976, já havia disputas anuais, e a palavra rogaine surgiu a partir dos nomes dos organizadores de uma etapa naquele ano: Rod Phillips, Gail Davis e Neil Philips.
São organizados campeonatos mundiais de rogaine a cada dois anos. A primeira edição teve participação de 200 equipes, enquanto o evento na Estônia em setembro de 2008 contou com 748 participantes de 22 países.

## Descrição de um praticante
“ Diversas centenas de pessoas aglomeradas ao meu redor. De repente uma voz soa: ´você tem 24 horas a partir de ..... agora. Boa sorte´. E nós partimos. Ao menos todos nos saímos, espalhando-nos em todas as direções. Em 2 minutos estamos sozinhos – eu, Manoel e Sue – e nossos mapas. Nosso primeiro rogaine. Minha experiência anterior andando em trilhas que pareciam não ser adequadas. ´precisa de alguma ajuda?´ Era a coordenadora. Ela gastou 15 minutos nos ajudando a escolher uma rota que nos levaria de volta a tempo do jantar e nós partimos. Eu nunca mais olhei para trás”.
Em 20 anos, desde o primeiro rogaine em Melbourne, Austrália, outros eventos já foram realizados em todo o mundo e regularmente atraem centenas de competidores. Essa popularidade vem da ênfase mais na participação do que simplesmente na competição, esse senso de desafio e a oportunidade de experimentar a vida fora das paredes. As equipes navegam no seu próprio passo, e todos podem experimentar a satisfação de navegar com mapa e bússola entre os checkpoints, sabendo que alguém já examinou o percurso, obtendo permissão dos proprietários, produziu um mapa e providenciou as refeições e as áreas de descanso. As equipes escolhem seus próprios percursos e todas as equipes terminam no mesmo tempo, por isso não há aquele sentimento de ter sido deixado para trás. É um grande programa para passar um final de semana.
Algumas equipes praticam o Rogaine competitivamente e estes campeonatos de rogaine são realizados regularmente. Para as equipes mais rápidas, o rogaine exige navegação de primeira classe, tanto de dia quanto de noite ao longo de todos os terrenos, sustentado pela de resistência física e mental.
Por ser o rogaining competitivo secundário, a filosofia principal é a participação. Muitos rogainers têm pouco interesse em velocidade e acham que o esporte fornece oportunidades para passar o dia ou fim de semana em companhia agradável fora das paredes e com todos os desafios disponível para eles. A participação de novatos é encorajada ativamente e todos os eventos são projetados par serem adequados para principiantes.
Um fator chave nesse apelo e que todos os participantes começam e terminam na mesma hora. Diferentemente de uma corrida de longa distância aonde os corredores mais lentos chegam para encontrar os outros se amontoando, os rogaines mais lentos freqüentemente passam as últimas horas na chegada, se divertindo com o espetáculo da corrida das equipes competitivas no último minuto. As equipes não-competitivas devem escolher dormir a maior parte da noite em sacos de dormir, aquecidos na área de acampamento, antes de encontrar mais pontos no dia seguinte. 
Os grupos experientes, novatos ou familiares, um aspecto une todos os rogainers, em nome da satisfação de ser capazes de navegar em ambientes de floresta e rurais.